# Liste der Wappen im Landkreis Wittenberg
Diese Liste zeigt die amtlich genehmigten Wappen der Verbandsgemeinden, Städte und Gemeinden, sowie Wappen von ehemaligen Landkreisen, Verwaltungsgemeinschaften, Städten und Gemeinden im Landkreis Wittenberg in Sachsen-Anhalt.

## Landkreis Wittenberg und Vorgängerkreise
| Landkreis  | Wappen                            | Kommentare |
| ---------- | --------------------------------- | --- |
| Wittenberg | Wappen des Landkreises Wittenberg | Genehmigt am 28. Februar 1939, bestätigt durch das Ministerium des Innern des Landes Sachsen-Anhalt am 15. Dezember 1994: „Geteilt von Schwarz und Silber; zwei schräg gekreuzte rote Schwerter.“ |
| Jessen     |                                   | Genehmigt durch das Ministerium des Innern am 23. Dezember 1992 und im Landeshauptarchiv Magdeburg unter der Wappenrollennummer 25/1992 registriert. „Geviert; belegt mit einem Herzschild. Feld 1: Schwarz über Silber geteilt, belegt mit zwei roten schräggekreuzten Schwertern; Feld 2: neunmal von Schwarz über Gold geteilt, schrägrechts belegt mit einem grünen Rautenkranz; Feld 3: in Gold ein schrägrechter dreireihig in Rot und Silber geschachter Balken; Feld 4: in Silber drei (2:1) rote Seeblätter. Der Herzschild zeigt in Grün einen silbernen Biber.“ |

## Ehemalige Verwaltungsgemeinschaften
| Verwaltungsgemeinschaft | Wappen | Kommentare |
| ----------------------- | ------ | --- |
| Elbaue-Fläming          |        | Gestaltet vom Magdeburger Kommunalheraldiker Jörg Mantzsch, genehmigt durch den Landrat des Landkreises Wittenberg 2005: „Schräggeviert, 1 in Blau ein silberner Fisch, 2 und 3 in Silber drei blaue Ähren, 4 in Blau ein linksgewendeter silberner Fisch.“ Die Farben der Verwaltungsgemeinschaft zeigen silber (weiß) und blau. |

## Städte und Gemeinden
- Stadt
 Annaburg[4]
- Stadt
 Bad Schmiedeberg[5]
- Stadt
 Coswig (Anhalt)[6]
- Stadt
 Gräfenhainichen[7]
- Stadt
 Jessen (Elster)
- Stadt
 Kemberg[8]
- Stadt
 Oranienbaum-Wörlitz[9]
- Kreisstadt
 Wittenberg[10]
- Stadt
 Zahna-Elster[11]

### Ehemalige Städte und Gemeinden

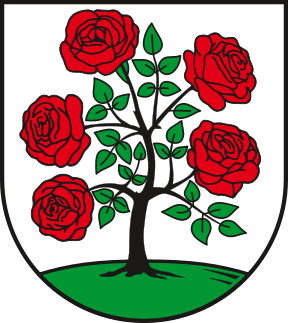
Stadt Wittenberg
 Ortsteil Abtsdorf[12]

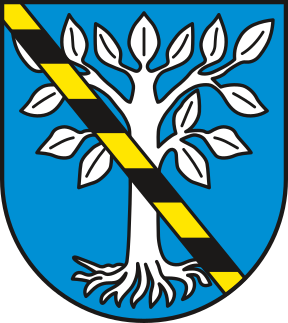
Stadt Coswig (Anhalt) Ortsteil Buko
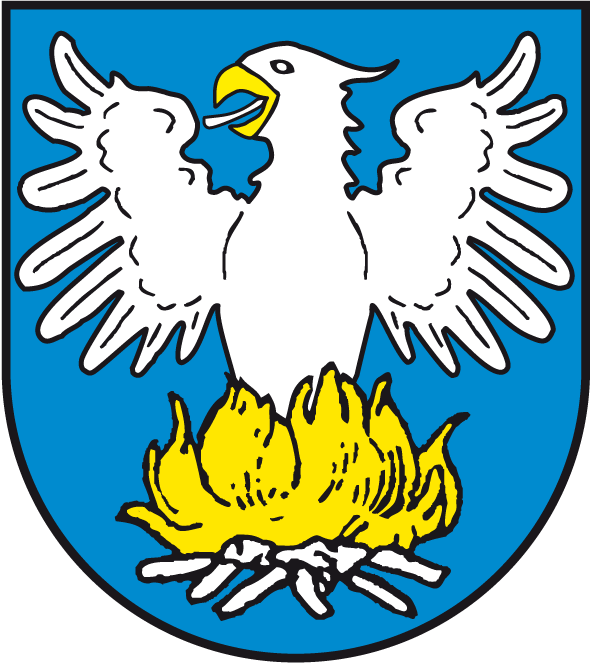
Stadt Coswig (Anhalt) Ortsteil Düben
- Stadt Zahna-Elster
 Ortsteil Elster (Elbe)[15]
- Stadt Zahna-Elster
 Ortsteil Gadegast[16]
- Stadt Wittenberg
 Ortsteil Griebo[17]
- Stadt Jessen (Elster)
 Ortsteil Holzdorf[18]
Stadt Coswig (Anhalt) Ortsteil Hundeluft[19]
- Stadt Coswig (Anhalt)
 Ortsteil Jeber-Bergfrieden[20]
- Stadt Coswig (Anhalt)
 Ortsteil Klieken[21]
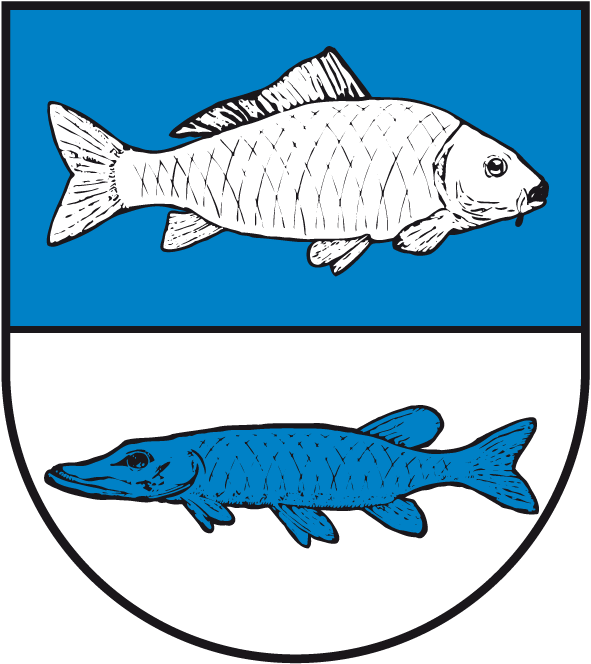
Stadt Jessen (Elster) Ortsteil Klöden
- Stadt Coswig (Anhalt)
 Ortsteil Köselitz[23]
- Stadt Gräfenhainichen
 Ortsteil Möhlau[24]
Stadt Zahna-Elster Ortsteil Mühlanger[25]
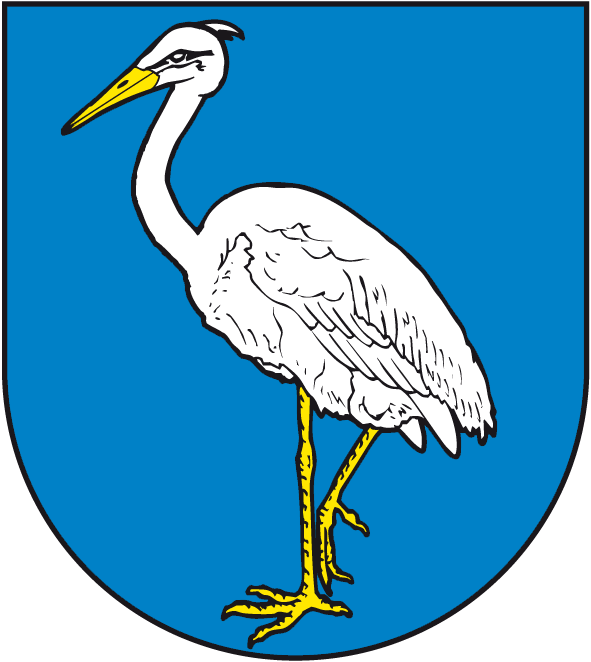
Stadt Oranienbaum-Wörlitz Ortsteil Oranienbaum
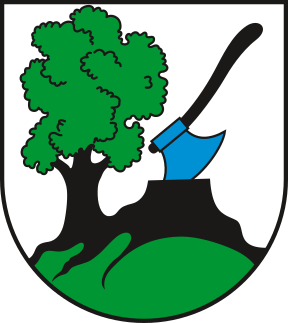
Stadt Jessen (Elster) Ortsteil Holzdorf
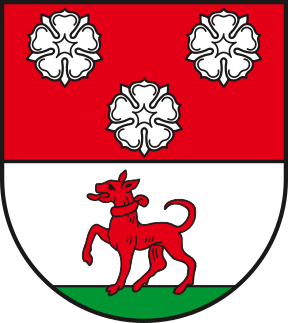
Stadt Coswig (Anhalt) Ortsteil Hundeluft
Stadt Coswig (Anhalt) Ortsteil Jeber-Bergfrieden
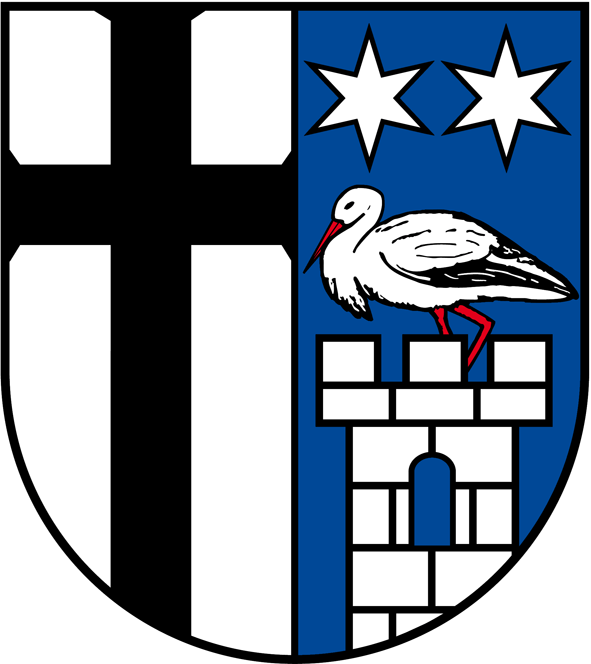
Stadt Coswig (Anhalt) Ortsteil Klieken
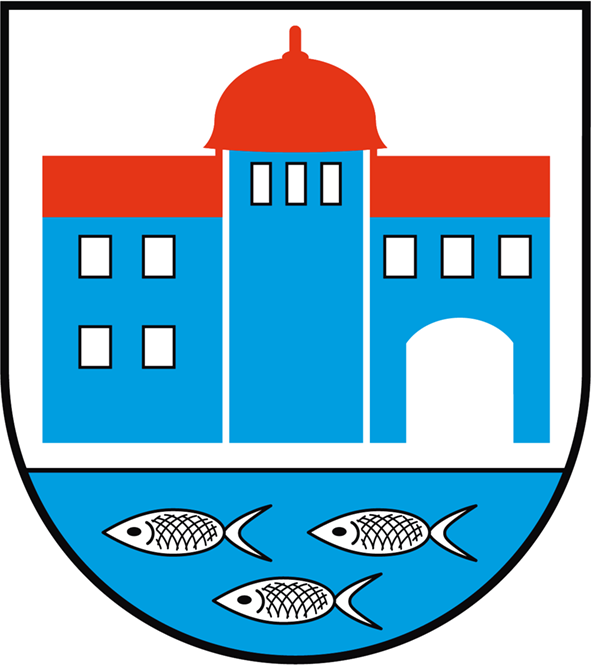
Stadt Jessen (Elster) Ortsteil Klöden
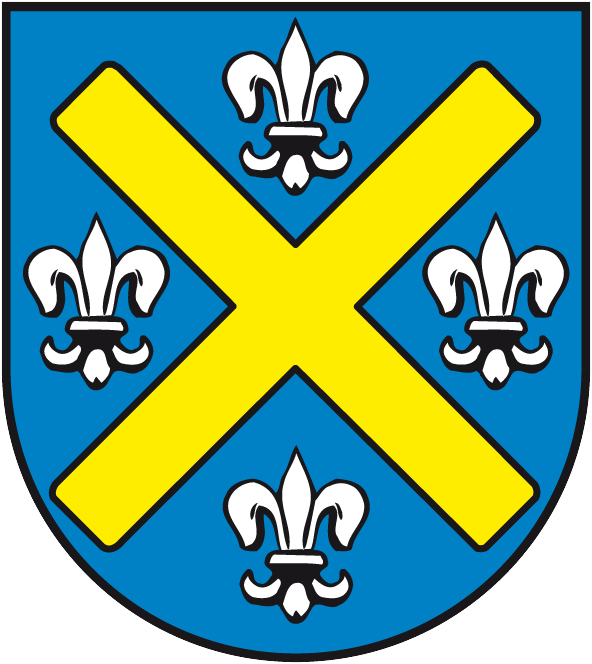
Stadt Coswig (Anhalt) Ortsteil Köselitz
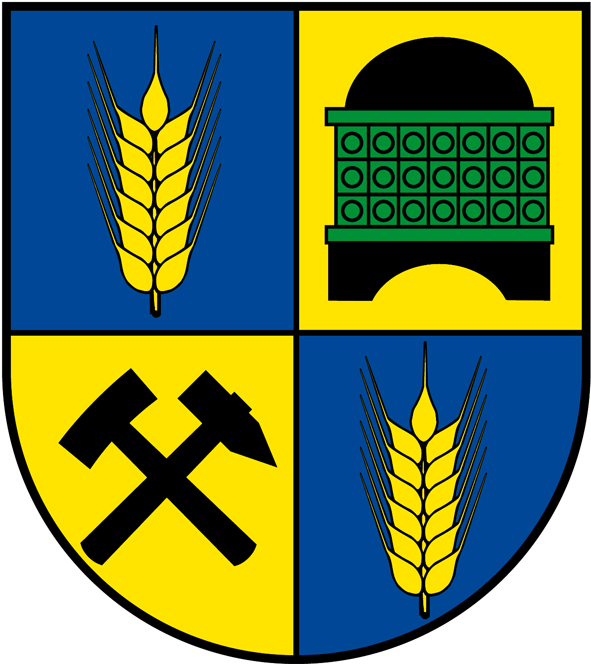
Stadt Gräfenhainichen Ortsteil Möhlau
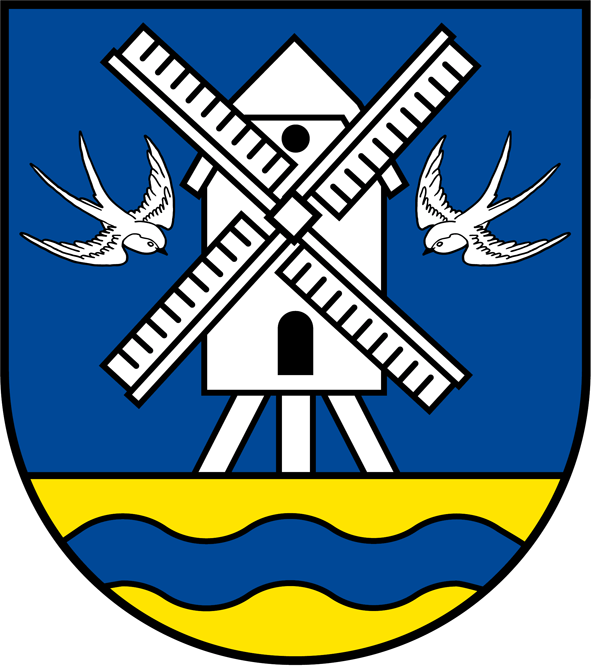
Stadt Zahna-Elster Ortsteil Mühlanger
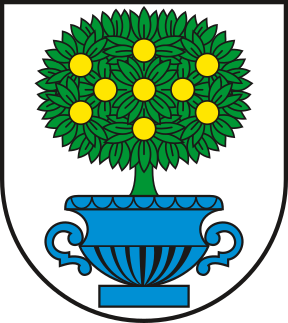
Stadt Oranienbaum-Wörlitz Ortsteil Oranienbaum
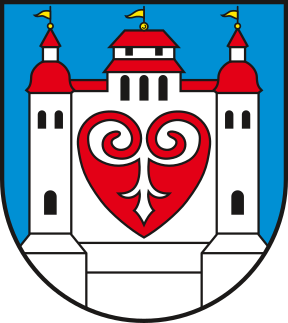
Stadt Annaburg Ortsteil Stadt Prettin
Stadt Bad Schmiedeberg Ortsteil Pretzsch
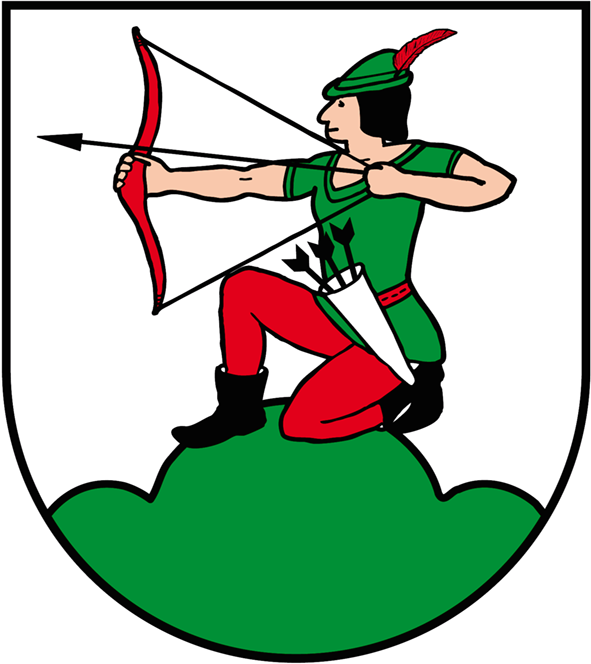
Stadt Jessen (Elster) Ortsteil Schützberg
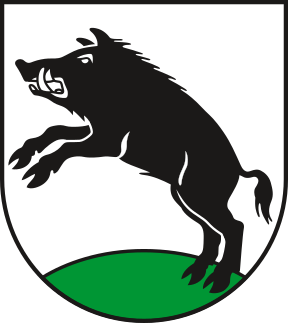
Stadt Jessen (Elster) Ortsteil Schweinitz
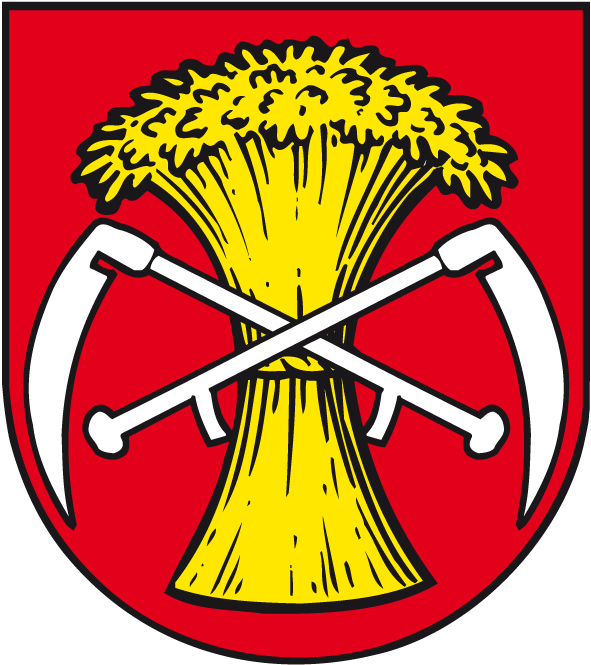
Stadt Coswig (Anhalt) Ortsteil Senst
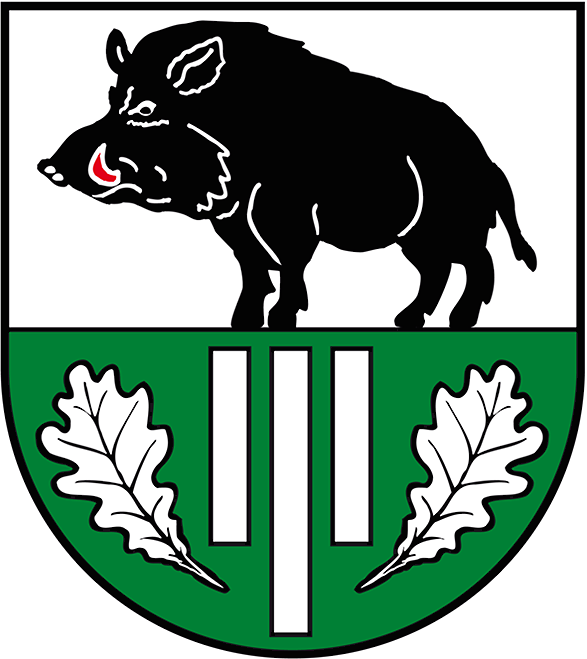
Stadt Coswig (Anhalt) Ortsteil Serno
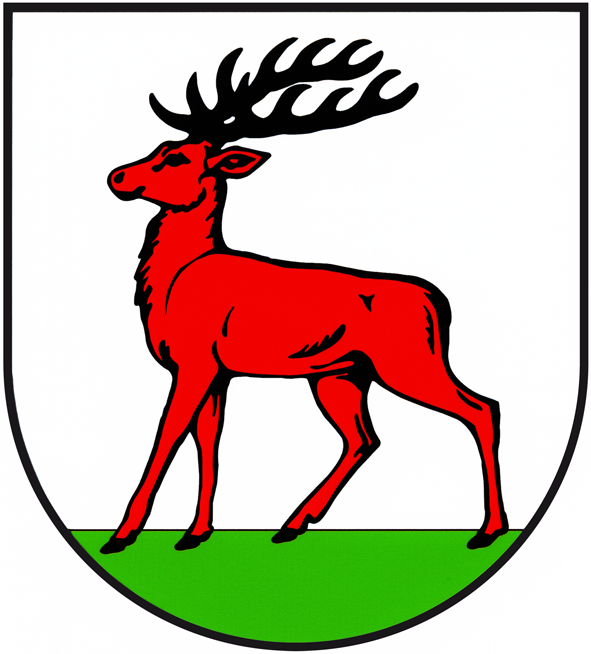
Stadt Jessen (Elster) Ortsteil Seyda
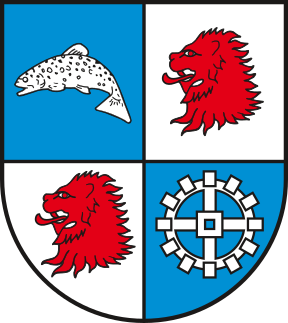
Stadt Coswig (Anhalt) Ortsteil Thießen
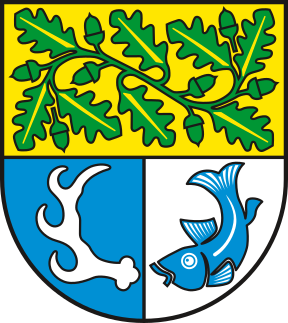
Stadt Oranienbaum-Wörlitz Ortsteil Vockerode
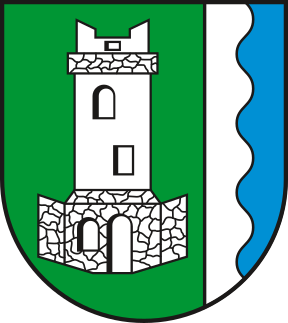
Stadt Kemberg Ortsteil Wartenburg
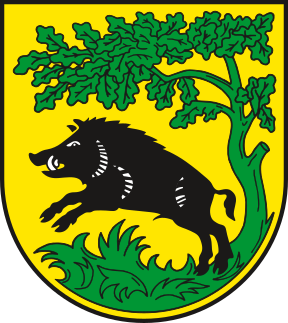
Stadt Oranienbaum-Wörlitz Ortsteil Wörlitz
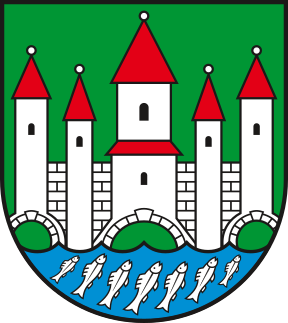
Stadt Zahna-Elster Ortsteil Zahna
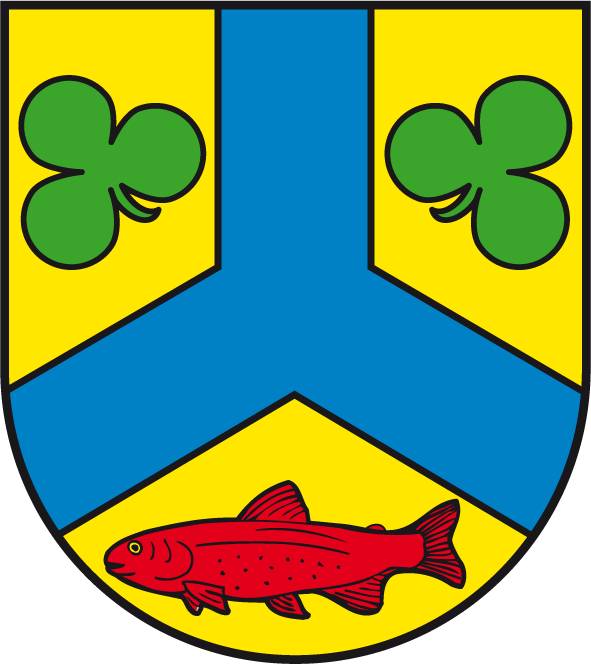
Stadt Coswig (Anhalt) Ortsteil Zieko
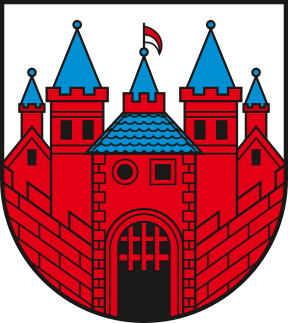
Stadt Bad Schmiedeberg
  Ortsteil Pretzsch[28]
- Stadt Jessen (Elster)
 Ortsteil Schützberg[29]
- Stadt Jessen (Elster)
 Ortsteil Schweinitz[30]
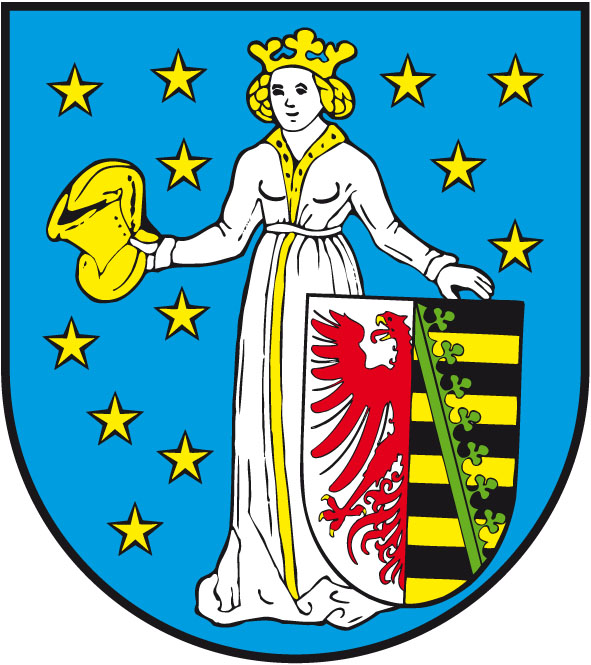
Stadt Coswig (Anhalt) Ortsteil Senst
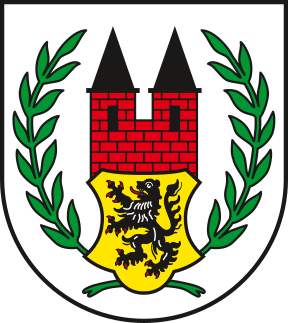
Stadt Coswig (Anhalt)
 Ortsteil Serno[32]
Stadt Jessen (Elster) Ortsteil Seyda[33]
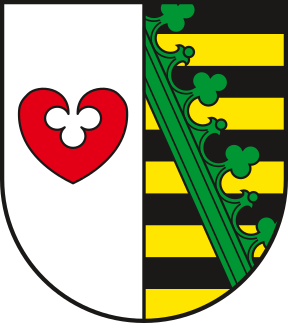
Stadt Coswig (Anhalt)
 Ortsteil Thießen[34]
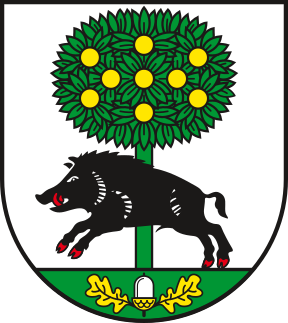
Stadt Oranienbaum-Wörlitz
Kreisstadt Wittenberg
 Ortsteil Vockerode[35]
- Stadt Kemberg
 Ortsteil Wartenburg[36]
- Stadt Oranienbaum-Wörlitz
 Ortsteil Wörlitz[37]
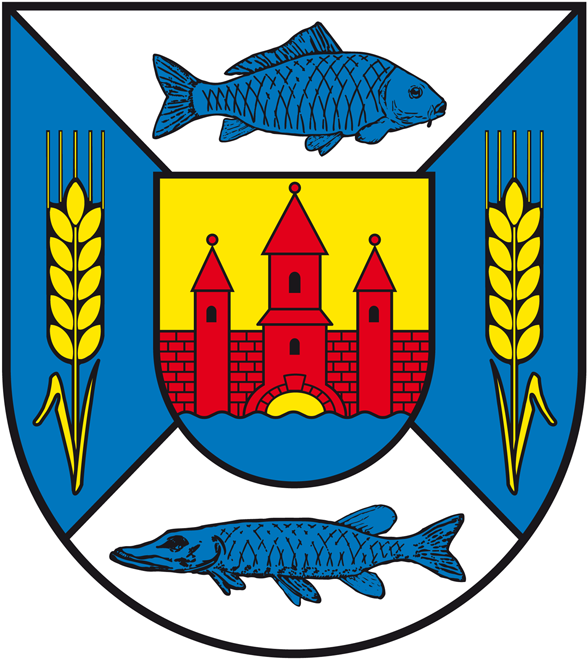
Stadt Zahna-Elster Ortsteil Zahna
- Stadt Coswig (Anhalt)
 Ortsteil Zieko[39]